# Conspiración para matar
Conspiración para matar (título original: Conundrum) es un telefilme de 1996 dirigida por Douglas Barr y protagonizada por Michael Biehn y Marg Helgenberger.

## Argumento
Hay una red de juego ilegal dentro de la comunidad vietnamita y un policía y su compañero tratan de desarticularla. Sin embargo, cuando la esposa del agente es brutalmente asesinada, el caso se convierte para ambos también en un asunto personal. De esta forma, ambos se enfrentarán contra todo, incluidos el uno contra el otro, para hacer que la justicia en este asunto se imponga.

## Reparto
| Actor             | Papel                  |
| ----------------- | ---------------------- |
| Michael Biehn     | Detective Stash Horvak |
| Marg Helgenberger | Detective Rose Ekberg  |
| Ron White         | Gordon Mulvaney        |
| Gordon Mulvaney   | Hershel Kirkland       |
| Dan Lett          | Jimmy Khang            |
| David Huband      | Shecky Bernstein       |
| Russell Yuen      | Dennis Kye             |

## Recepción
Hoy en día la película ha sido valorada en portales cinematográficos. En IMDb, con 309 votos registrados, el filme obtiene una media ponderada de 5,6 sobre 10. En cuanto a Rotten Tomatoes, los más de 50 votos registrados le dieron allí una valoración media de 2,5 de 5.